# 함백1터널
함백1터널(咸白1터널)은 함백선의 함백역과 조동역 사이에 위치한 루프터널이다.

## 개요
1957년 함백선 개통 당시에는 함백역이 종착역이었고, 1966년 예미역-고한역 구간의 철도가 개통될 당시에도 함백역과 자미원역 사이의 고도차 및 공사기간, 건설기술 상의 문제 등으로 인하여 함백역 대신 예미역에서 새로운 선로를 분기, 가설하여 개통하였기에 함백역은 여전히 종착역으로서의 역할을 하였고, 함백에서 자미원 방향으로 연결되는 선로는 존재하지 않았다. 그러나 1973년 정암터널이 개통되면서 고한-태백 구간이 연결되고 이로 인한 태백선의 열차 운행 증가에 따른 용량 확충 및 화물열차의 안전운행을 위한 우회선로의 필요에 의해서 1974년 루프터널 및 연결선 공사가 개시되어 1976년 12월 30일 함백역과 자미원역을 연결하는 루프터널이 개통되었고, 1977년 4월 1일에는 자미원 방향에 태백선과 함백선의 분기 역할을 하는 조동역이 설치되었다.

## 특징
- 길이 2,450m로 영동선 솔안터널이 개통되기 전까지는 대한민국에서 가장 긴 루프식 철도 터널이었으며, 동시에 순수한 대한민국 기술로 건설한 최초의 루프터널이다.
- 정기 여객열차는 2008년 이후 없어졌으나 현재도 태백선 임시 여객열차나 일부 화물열차가 교행시 우회선로로 활용하고 있다.

## 같이 보기
- 함백역
- 조동역